# Lemięt
Lemięt lub Leminek – jezioro w Polsce w województwie warmińsko-mazurskim, w powiecie węgorzewskim, w gminie Pozezdrze.

## Położenie
Jezioro leży na Pojezierzu Mazurskim, w mezoregionie Wielkich Jezior Mazurskich, w dorzeczu Węgorapa–Pregoła. Znajduje się około 10 km w kierunku południowo-wschodnim od Węgorzewa. Jezioro ma połączenie z jeziorem Święcajty od północnego zachodu poprzez ciek wodny o nazwie Dopływ z jez. Lemięt.
Linia brzegowa miernie rozwinięta. Większa część brzegów niska, gdzieniegdzie podmokła, z wyjątkiem części północno-wschodniej i częściowo południowej, gdzie brzegi są wysokie, miejscami strome.
Zgodnie z typologią abiotyczną zbiornik wodny został sklasyfikowany jako jezioro o wysokiej zawartości wapnia, o dużym wypływie zlewni, stratyfikowane, leżące na obszarze Nizin Wschodniobałtycko-Białoruskich (6a).
Jezioro leży na terenie obwodu rybackiego jeziora Mamry Północne na rzece Węgorapa – nr 1, jego użytkownikiem jest Polski Związek Wędkarski. Znajduje się na terenie Obszaru Chronionego Krajobrazu Krainy Wielkich Jezior Mazurskich o łącznej powierzchni 85 527,0 ha.

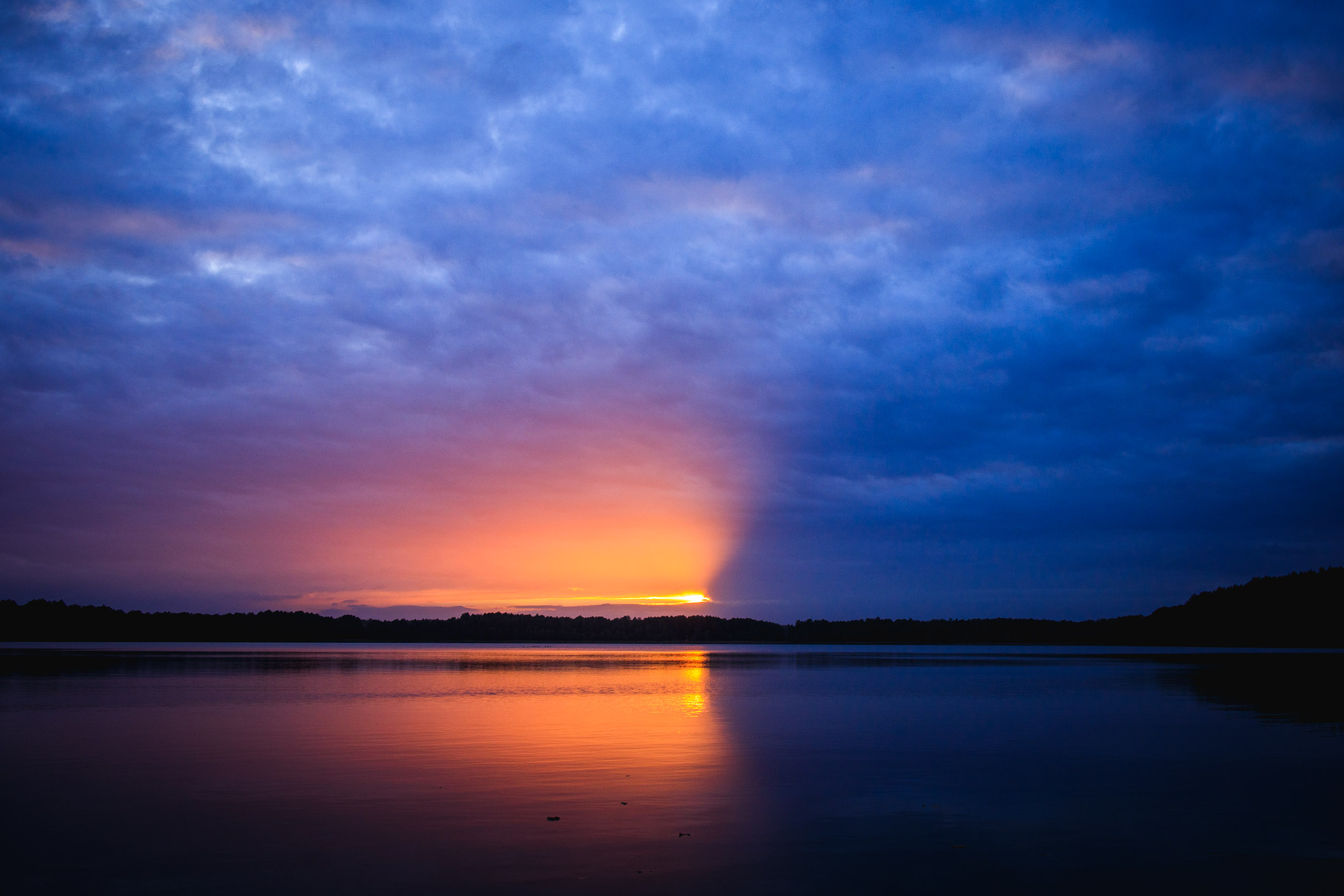
Zachód słońca nad jeziorem Lemięt

## Morfometria
Według danych Instytutu Rybactwa Śródlądowego powierzchnia zwierciadła wody jeziora wynosi 78,8 ha. Średnia głębokość zbiornika wodnego to 5,9 m, a maksymalna – 18,3 m. Lustro wody znajduje się na wysokości 116,8 m n.p.m. Objętość jeziora wynosi 4620,0 tys. m³. Maksymalna długość jeziora to 1400 m, a szerokość 780 m. Długość linii brzegowej wynosi 3770 m.
Inne dane uzyskano natomiast poprzez planimetrię jeziora na mapach w skali 1:50 000 według Państwowego Układu Współrzędnych 1965, zgodnie z poziomem odniesienia Kronsztadt. Otrzymana w ten sposób powierzchnia zbiornika wodnego to 65,0 ha, a wysokość bezwzględna lustra wody – 116,2 m n.p.m.

## Przyroda
W skład pogłowia występujących ryb wchodzą m.in. sieja, szczupak, leszcz, płoć i okoń. Roślinność przybrzeżna nierównomierna, większe skupiska, głównie trzciny i sitowia, na zachodzie. Przy brzegu południowo-wschodnim brak oczeretów. Wśród roślinności zanurzonej występuje m.in. rogatek, wywłócznik, jaskier krążkolistny i rdestnica. Wokół brzegów stanowiska czarnej olszy.